# Germplasm Resources Information Network
Germplasm Resources Information Network o GRIN (Red de información sobre recursos de germoplasma) es un proyecto de software en línea del Programa Nacional de Recursos Genéticos del Departamento de Agricultura de los Estados Unidos para proporcionar información de germoplasma de plantas, animales y microbios.

## Subproyectos
- Sistema Nacional de Germoplasma Vegetal (NPGS)
- Sistema Nacional de Germoplasma Animal (NAGP)
- Programa Nacional Microbiano de Germoplasma (NMGP)
- Programa Nacional de Germoplasma de Invertebrados (NIGP)